# Дівіч
Дівіч (рум. Divici) — село у повіті Караш-Северін в Румунії. Входить до складу комуни Пожежена.
Село розташоване на відстані 367 км на захід від Бухареста, 65 км на південний захід від Решиці, 110 км на південь від Тімішоари.

## Населення
За даними перепису населення 2002 року у селі проживали 342 особи.
Національний склад населення села:
| Національність | Кількість осіб | Відсоток |
| -------------- | -------------- | -------- |
| серби          | 296            | 86,5%    |
| румуни         | 39             | 11,4%    |

Рідною мовою назвали:
| Мова      | Кількість осіб | Відсоток |
| --------- | -------------- | -------- |
| сербська  | 296            | 86,5%    |
| румунська | 39             | 11,4%    |